# Дом-музей

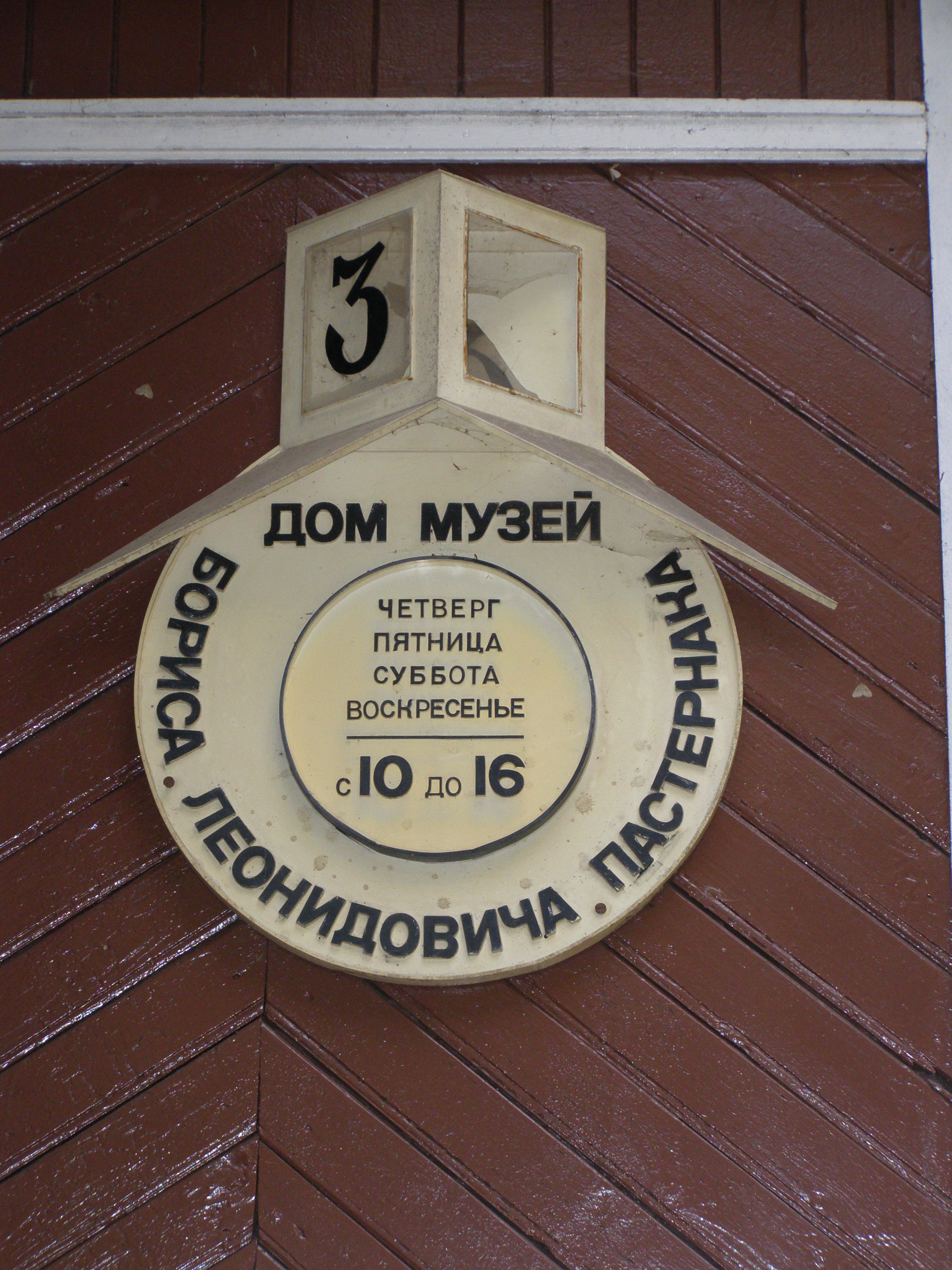
Дом-музей Бориса Пастернака. Историко-культурный парк «Переделкино», 2012

Дом-музе́й — мемориальный музей памяти выдающегося человека или события, созданный посредством музеефикации связанного с человеком или событием дома. В интерьерах дома-музея сохраняется или воссоздается на документальной основе мемориальная или историческая обстановка, то есть организуется ансамблевая экспозиция. Может включать тематическую экспозицию. Дом-музей может создаваться как самостоятельный музей или входить в состав музейного объединения, музея-усадьбы, музея-заповедника.

## Виды домов-музеев
В мировой практике музейного дела выделяют, кроме мемориальных, историко-бытовые или типологические дома-музеи, не привязанные к личности или событию, где сохраняется обстановка определённой эпохи, социального слоя и т. п.
В России название «дом-музей», как правило, подразумевает мемориальную функцию; типологические дома-музеи начали появляться лишь с 1980-х годов. Первый мемориальный дом-музей в России был открыт в 1726 году в Нарве (Дом Луда) в память о Петре Великом. К концу 1980-х годов домов-музеев в России насчитывалось свыше 130. К домам-музеям тесно примыкает тип музеев вымышленных персонажей или их прототипов, например Дом станционного смотрителя, созданный в Выре в 1974 году.
Старейший дом-музей в России — Государственный дом-музей П. И. Чайковского.

## Примеры домов-музеев

### Азербайджанские
- Амирджанский дом-музей Саттара Бахлулзаде
- Бакинский дом-музей Наримана Нариманова
- Гусарский дом-музей Лермонтова
- Шекинский дом-музей Мирзы Фатали Ахундова

### Армянские
- Ереванский дом-музей Ованеса Туманяна

### Белорусские
- Минский дом-музей I съезда РСДРП
- Новогрудокский дом-музей Адама Мицкевича в Гродненской области

### Британские
- Дербийский дом-музей Пикфорда
- Лондонский дом-музей Шерлока Холмса
- Чоутенский дом-музей Джейн Остин

### Германские
- Лейпцигский дом-музей Шиллера
- Нюрнбергский дом-музей Дюрера

### Итальянские
- Дом-музей Габриэле д’Аннунцио

### Казахские
- Алма-Атинский дом-музей Ауэзова
- Уральский дом-музей Емельяна Пугачёва

### Китайские
- Пекинский дом-музей Го Можо
- Пекинский дом-музей Ли Дачжао
- Пекинский дом-музей Мао Дуня
- Пекинский дом-музей Мэй Ланьфана
- Пекинский дом-музей Ци Байши
- Пекинский дом-музей Чэн Яньцю
- Сянтаньский дом-музей Ци Байши
- Тяньцзиньский дом-музей Цао Юя
- Учжэньский дом-музей Мао Дуня
- Шанхайский дом-музей Ба Цзиня
- Шанхайский дом-музей первого съезда КПК

### Кубинские
- Гаванский дом-музей Хосе Марти
- Гаванский дом-музей Эрнеста Хэмингуэя

### Литовские
- Вильнюсский дом-музей семьи Венцловы
- Вильнюсский дом-музей Марии и Юргиса Шлапялисов

### Мексиканские
- Дом-музей Троцкого в Мехико
- Дом-музей Фриды Кало

### Молдавские
- Кишинёвский дом-музей А. С. Пушкина
- Тираспольский дом-музей Н. Д. Зелинского

### Монгольские
- Улан-Баторский дом-музей Жукова
- Улан-Баторский дом-музей Рерихов

### Нидерландские
- Амстердамский дом-музей Анны Франк
- Амстердамский дом-музей Рембрандта

### Польские
- Краковский дом-музей В. И. Ленина (1954—1989)

### Российские
- Баевский дом-музей С. Д. Эрьзи в Мордовии
- Будённовский дом-музей С. М. Будённого в Ростовской области
- Великолукский дом-музей И. М. Виноградова в Псковской области
- Выборгский дом-музей В. И. Ленина
- Гурзуфский дом-музей А. П. Чехова в Крыму
- Джанхотский дом-музей В. Г. Короленко в Краснодарском крае
- Екатеринбургский дом-музей П. П. Бажова
- Екатеринбургский дом-музей Д. Н. Мамина-Сибиряка
- Екатеринбургский дом-музей Ф. М. Решетникова
- Ивановский дом-музей семьи Бубновых
- Ивановский дом-музей Б. И. Пророкова
- Казанский дом-музей В. И. Ленина
- Калужский дом-музей К. Э. Циолковского
- Калужский дом-музей А. Л. Чижевского
- Клинский дом-музей П. И. Чайковского в Московской области
- Коктебельский дом-музей Максимилиана Волошина в Крыму
- Корзуновский дом-музей Юрия Гагарина в Мурманской области.
- Липецкий дом-музей Г. В. Плеханова
- Московский дом-музей Аксаковых
- Московский дом-музей В. М. Васнецова
- Московский дом-музей М. Н. Ермоловой
- Московский дом-музей П. Д. Корина
- Московский дом-музей С. П. Королёва
- Московский дом-музей М. Ю. Лермонтова
- Московский дом-музей Марины Цветаевой
- Московский дом-музей К. С. Станиславского
- Московский дом-музей Ф. И. Шаляпина
- Московский дом-музей М. С. Щепкина
- Московский домик Петра I
- Никольский дом-музей Н. М. Рубцова в Вологодской области
- Ново-Талицский дом-музей Цветаевых в Ивановской области
- Новочеркасский дом-музей Крылова в Ростовской области
- Оливский дом-музей Юлиана Семенова в Крыму
- Ореховский дом-музей Н. Е. Жуковского во Владимирской области
- Палехский дом-музей П. Д. Корина в Ивановской области
- Плёсовский дом-музей Левитана в Ивановской области
- Псковский дом-музей В. И. Ленина
- Рыбинский дом-музей А. А. Ухтомского в Ярославской области
- Рязанский Дом-музей И. П. Пожалостина в Солотче
- Саратовский дом-музей В. Э. Борисова-Мусатова
- Саратовский дом-музей Павла Кузнецова
- Симферопольский дом-музей Ильи Сельвинского
- Сочинский дом-музей А. Х. Таммсааре
- Старокрымский Дом-музей А. Грина
- Старокрымский дом-музей К. Г. Паустовского
- Старорусский дом-музей Ф. М. Достоевского в Новгородской области
- Сябреницкий дом-музей Г. И. Успенского в Новгородской области
- Таманьский дом-музей М. Ю. Лермонтова Краснодарского края
- Торбеевский дом-музей М. П. Девятаева в Мордовии
- Тульский дом-музей В. В. Вересаева
- Ульяновский дом-музей В. И. Ленина
- Уфимский дом-музей С. Т. Аксакова
- Уфимский дом-музей В. И. Ленина
- Уфимский дом-музей Мажита Гафури
- Уфимский дом-музей А. Э. Тюлькина
- Уфимский дом-музей Ш. А. Худайбердина
- Череповецкий дом-музей В. В. Верещагина в Вологодской области
- Чудовский дом-музей Н. А. Некрасова в Новгородской области
- Шаралдайский дом-музей И. К. Калашникова в Бурятии
- Ялтинский дом-музей Чехова
- Ярославльский дом-музей М. Богдановича

### Словенские
- Дом-музей Франце Прешерна (Врба)
- Дом-музей Франце Прешерна (Крань)

### Узбекские
- Самаркандский дом-музей Орифа Гульхани
- Самаркандский дом-музей Садриддина Айни
- Ташкентский дом-музей Гафура Гуляма
- Ташкентский дом-музей Мухтара Ашрафи
- Ташкентский дом-музей Урала Тансыкбаева
- Ташкентский дом-музей Юнуса Раджаби

### Украинские
- Днепрский дом-музей Д. И. Яворницкого
- Сумский дом-музей Чехова

### Таджикские
- Душанбинский дом-музей М. Турсун-заде

### Финские
- Дом-музей Ett Hem в Турку

### Французские
- Корсиканский дом-музей Бонапартов
- Парижский дом-музей Бальзака
- Парижский дом-музей Бурделя
- Парижский дом-музей Виктора Гюго

### Швейцарские
- Бернский дом-музей Альберта Эйнштейна